# Clément Lhotellerie
Clément Lhotellerie, född 19 mars 1986 i Charleville-Mézières, är en professionell fransk tävlingscyklist.
Lhotellerie började tävla inom mountainbike och cykelcross. Han vann bland annat de franska cykelcross mästerskapen som junior och U23-cyklist innan han blev professionell på landsväg med Skil-Shimano 2007. Han tävlade med dem under två år, men inför säsongen 2009 blev han kontrakterad av det nederländska stallet Vacansoleil Pro Cycling Team.  Inför säsongen 2010 blev han kontrakterad av Roubaix Lille Métropôle.
Innan han blev professionell tävlade han också för det franska amatörlaget VC La Pomme Marseille på landsväg och under några månader fick han prova på att vara professionell, stagiaire, med det professionella stallet Crédit Agricole, men han valde i slutändan att bli professionell i ett mindre stall i stället för att börja i UCI ProTour.
I början av 2008 slutade han tvåa på första etappen på Vuelta a Andalucia. Han slutade också tävlingen på andra plats i sammandraget efter Pablo Lastras. I mars vann han bergsmästartävlingen och slutade trea i ungdomstävlingen i Paris-Nice. Lhotellerie slutade på andra plats på etapp 3 efter Kjell Carlström på det franska etapploppet och slutade på elfte plats i tävlingens slutställning. Under säsongen slutade han tvåa i Dunkirks fyradagars, men slutade också tvåa på etapp 1 av tävlingen efter Stéphane Augé, som också vann tävlingen.
Under säsongen 2009 testades Clément Lhotellerie positivt för metylhexanamin i april 2009 och det ledde till att han och Vacansoleil Pro Cycling Team valde att riva kontraktet.

## Meriter
2007
1:a, Oradour-sur-Vayre, cykelcross
2:a, etapp 5, Drei Länder Tour
2008
1:a, Bergstävlingen, Paris-Nice
1:a, etapp 1b, Brixia Tour (lagtempolopp)
2:a, Vuelta a Andalucia (Ruta del Sol)
etapp 1
2:a, etapp 3, Paris-Nice
2:a, Dunkirks fyradagars
etapp 1
3:a, Ungdomstävlingen, Paris-Nice

## Stall
- 2007-2008 Skil-Shimano
- 2009 Vacansoleil Pro Cycling Team (till och med 1 juli)
- 2010- Roubaix Lille Métropôle